# قرائت‌های دینی
قرائت‌های دینی نام کتابی است از سید عطاءالله مهاجرانی که در سال ۱۳۸۰ توسط انتشارات اطلاعات، مشتمل بر ۲۱۸ صفحه منتشر شده‌است.

## دربارهٔ کتاب
نویسندهٔ کتاب قرائت‌های دینی، در این کتاب، از منظری دورن دینی سعی کرده به نقد نظراتی بپردازد که از سوی عالمان با نام و نشان از تریبون‌های رسمی کشور تحت عناوینی بدین مضمون عنوان می‌شود: طرح قرائت‌های مختلف از دین وسوسهٔ شیطانی‌ست، طرح قرائت‌های مختلف از دین سیاست آمریکایی است، یا طرح قرائت‌های مختلف دینی در جهت یا به منظور آسیب‌رساندن به ارکان نظام و انقلاب مطرح می‌شود.
به اعتقاد نویسنده کسانی که تاکنون به رد امکان وجود قرائت‌های مختلف دینی پرداخته‌اند، کمتر در قلمرو مبانی و مفاهیم بحث ورود داشته‌اند. مثل ارباب کلیسا در قرون وسطی به نیت‌خوانی پرداخته، و از زبان طرد و لعن و تکفیر سود جسته‌اند... با حسرت بسیار بیش از یک هزاره‌است که در بر همین پاشنه می‌گردد و برخی از آنانی که خود را شاگردان صادق و پیرو مکتب وی می‌دانند و می‌خوانند، واژگان و رفتاری دارند که به تعبیر ابن ابی العو جاء دهری، که از مفضل انتقاد کرد و حکایت همچنان باقی‌ست، گمان می‌کنند با طرد و هتک و منع می‌توان جلو موج اندیشه و نظریه را گرفت؛ و به تعبیر قرآن مجید، و هم یحسبون انهم یحسنون صنعا.
نویسندهٔ کتاب پس از سخن نخست، در چند محور به موضوعات زیر پرداخته‌است:
قرائت‌های دینی، شیوهٔ مواجهه با متن، حقیقت متن، کدام قرائت؟، و عصری بودن برخی آیات.